# Солиман, Фадва
Фадва Солиман, или Фадва Сулейман (араб. فدوى سليمان‎; 1 мая 1970, Алеппо — 17 августа 2017, Париж) — сирийская актриса кино, телевидения и озвучивания. Общественный деятель, диссидент, член «Союза творческих деятелей Сирии за Свободу». Известна своей критикой в адрес режима Башара Асада. С начала конфликта стала одной из наиболее узнаваемых фигур сирийской демократической оппозиции.

## Биография
Родилась 17 мая 1970 года в Алеппо. Окончила Международный институт театрального искусства в Дамаске. Играла во множестве спектаклей, снялась в нескольких телешоу. Сыграла в арабской адаптации пьесы Ибсена «Кукольный дом», которая была поставлена в театре «Аль-Каббани» в Дамаске.
17 августа 2017 года умерла в парижской больнице, предположительно от онкологического заболевания.

## Общественный деятель
С момента начала массовых протестов весной 2011 года Фадва Сулейман была одной из немногих актрис, открыто выступивших против режима Башара Асада. Даже под угрозой ареста и смертной казни Сулейман продолжала участвовать в протестных акциях. Несмотря на алавитское происхождение, она отошла от тех алавитов, которые поддерживали Асада и его клан. По её словам, участвуя в протестных акциях, она своим примером хотела развеять предубеждение, о том что алавитская община (которая составляет 10 % населения страны) поголовно поддерживает правительство Асада.
В своих выступлениях Солиман призывала продолжать акции протеста до тех пор, пока режим Асада не будет свергнут. По словам аналитика Международной кризисной группы Питера Харлинга, Солиман удалось смягчить межконфессиональные противоречия в рядах сирийской оппозиции. В одном из своих видеообращений, опубликованном в ноябре 2011 года, Солиман заявила, что правительственные силы госбезопасности разыскивали её о окрестностях Хомса, а также пытали местных жителей, чтобы узнать её местонахождение. Актрисе пришлось изменить внешность и бежать из дома, чтобы избежать ареста.
В 2012 году вместе с мужем бежала в Ливан, после чего проживала в Париже..

## Фильмография
| Год |    | Русское название                    | Оригинальное название                     | Роль                             |
| --- | -- | ----------------------------------- | ----------------------------------------- | -------------------------------- |
|     | мс | Одиннадцать молний                  | Inazuma Eleven                            | Мамору Эндо / яп. 円堂 守        |
|     | мс | Повесть о Золушке                   | Cinderella Monogatari                     | Жанна / англ. Jeanne             |
|     | мс | Том и Джерри. Детские годы          | Tom & Jerry Kids Show                     | Джерри / англ. Jerry             |
|     | мс | Наруто                              | Naruto                                    | Инари / англ. Inari              |
|     | мс | Невезучая ведьма Дореми             | Ojamajo Doremi                            |                                  |
|     | мс | Каспер, который живёт под крышей    | The Spooktacular New Adventures of Casper | Кэтрин «Кэт» Харви               |
|     | мс | Таинственный сад                    | Himitsu no Hanazono                       | Мэри Леннокс / Mary Lennox       |
|     | мс | Приключения Дигимонов               | Digimon Adventure                         | Соре Такэноути / Sora Takenouchi |
|     | мс | Малыш и я                           | Aka-chan to Boku                          |                                  |
|     | мс | Покемон                             | Pokémon                                   | Офицеры Дженни                   |
|     | мс | Астробой                            | Astro Boy                                 | Астро / англ. Astro Boy          |
|     | мс | Ветер Эмили                         | Kaze no Shoujo Emily                      | Перри Миллер                     |
|     | мс | Маленькие женщины 2: Нан и мисс Джо | Wakakusa Monogatari: Nan to Jou Sensei    | Джозефина «Джо» Бэр              |